# Miroslav Ilić
 Ovo je glavno značenje pojma Miroslav Ilić. Za druga značenja pogledajte Miroslav Ilić (Bilje).
Miroslav Ilić (Mrčajevci kod Čačka, 10. prosinca 1950.), srbijanski pjevač folka i pop-folka.

## Životopis
Ilić je u Čačku završio gimnaziju, a nakon toga je upisao Elektrotehnički fakultet u Skoplju.
Svoju pjevačku karijeru Miroslav Ilić započeo je 1972. singlom „Voleo sam devojku iz grada“, tekstopisca Obrena Pjevovića. Nakon te pjesme, veliki uspjeh ostvario je s LP pločom "Sreli smo se, bilo je to davno" koju je 1979. snimio za Produkciju gramofonskih ploča Radiotelevizije Beograd, a na kojoj su se nalazile pjesme kao što su „Oj, Moravo, tija reko“, "Luckasta si ti", "Hej mladosti", "Polomiću čaše od kristala". Ubrzo su usljedile uspješnice kao što su "Joj Rado, joj Radmila" (1980.), "Najljepša si kad se smeješ" (1981.)"Tako mi nedostaješ" (1981.), „Šumadija“ (1982.).
Godine 1983. dolazi do izdavanja albuma "Pozdravi je, pozdravi", koji je prodan u preko milijun primjeraka.[nedostaje izvor] Album je promovirao na turneji po Jugoslaviji, između ostalih, u Mostaru, Splitu i Beogradu.[nedostaje izvor]
S Lepom Brenom snima mini-LP s pjesmom „Jedan dan života“ (1985.).
U devedesetima objavljuje više uspješnica: "Tebi" (1986.), "Balada o nama" (1988.), "Lažu da vreme leči sve" (1989.), Naljutićeš me ti" (1993.), "Amerika, Amerika" (1993.), "Prošlost moja" (1993.), "Božanstvena ženo" (1996.), "Bili smo drugovi" (1996.), "Lidija" (1998.)...
Najviše je surađivao sa skladateljima Obrenom Pjevovićem, Draganom Aleksandrićem i Predragom Vukovićem Vukasom i tekstopiscem Radomilom Todorović Babić. Prve singlove i albume je snimio za izdavačku kuću "Diskos" iz Aleksandrovca, da bi krajem 70-ih prešao u PGP RTB i za njih nastavlja snimati i danas.

## Zanimljivosti
- Sudjelovao je kao maneken na modnoj reviji „Pal Zilerija“ 2012. u Beogradu.[2]

## Albumi
- Ovom te pesmom pozdravljam (1973.)
- Voleo sam devojku iz grada (1975.)
- Sreli smo se, bilo je to davno (1979.)
- U svet odoh majko (1980.)
- Tako mi nedostaješ (1981.)
- Shvatio sam, ne mogu bez tebe (1982.)
- Pozdravi je, pozdravi (1983.)
- Putujem, putujem (1984.)
- Jedan dan života (Brena & Miroslav Ilić)(1985.)
- Zoveš me na vino (1985.)
- Tebi (1986.)
- Misliš li na mene (1987.)
- Balada o nama (1988.)
- Lažu da vreme leči sve (1989.)
- Šta će nama tugovanje (1990.)
- Prošlost moja (1993.)
- Probudi se srce moje (1996.)
- Čuvajte mi pesme (1998.)
- Što si rano zaspala (1999.)
- Tek smo počeli (2001.)
- Može li se prijatelju (2002.)
- Eto mene (2004.)
- Dajem reč (2005.)
- Mani me godina (2010.)

## Singl-ploče
- Poslušajte pesmu moju (1965.)
- Vesna stjuardesa (1972.)
- Selo moje, zavičaju mio (1973.)
- Oj, Moravo zelena dolamo (1973.)
- Zora zori, dan se zabijelio (1973.)
- Hiljadu suza (1974.)
- Gina (1974.)
- Vragolan (1974.)
- Šta je život (1975.)
- Šta bi htela kad bi smela (1976.)
- Boem (1976.)
- Ja ne igram kako drugi svira (1977.)
- Jelena (1977.)
- Vino točim, a vino ne pijem (1978.)
- Otvor' prozor curice malena (s Dobrivojem Topalovićem) (1979.)
- Koliki je ovaj svet (1979.)
- Joj Rado, joj Radmila (1980.)
- Gde si sada (film "Sok od šljiva") (1981.)
- Jedan dan život (Lepa Brena & Miroslav Ilić) (1985.)

## Festivali
- 1973. Beogradski sabor - Oj Moravo, zelena dolamo
- 1973. Ilidža - Zora zori i dan zabijelio, pobednička pesma
- 1974. Ilidža - Razvila se gora, gora zelena
- 1975. Jugoslovenski festival Pariz - Sreli smo se u aprilu
- 1979. Hit parada - Luckasta si ti
- 1982. Hit parada - Shvatio sam ne mogu bez tebe
- 1986. Hit parada - O gitaro, o gitaro
- 1992. Hit parada - Šta će nama tugovanje
- 1993. Šumadijski sabor - Amerika, Amerika
- 1995. Moravski biseri - Probudi se srce moje, pobednička pesma
- 1996. MESAM - Setiš li se nekad mene